# Bruckmühle (Schwieberdingen)

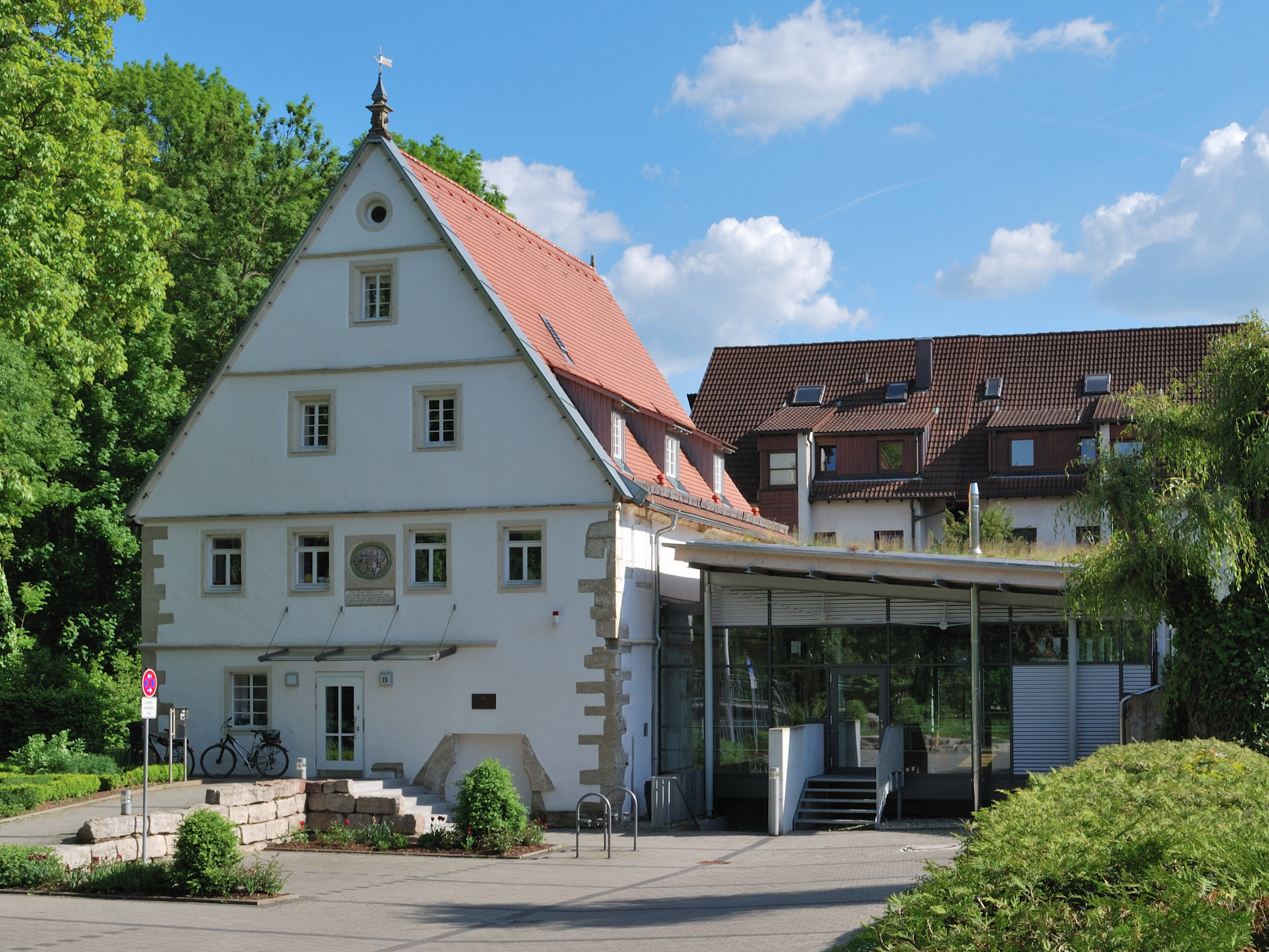
Die Bruckmühle in Schwieberdingen

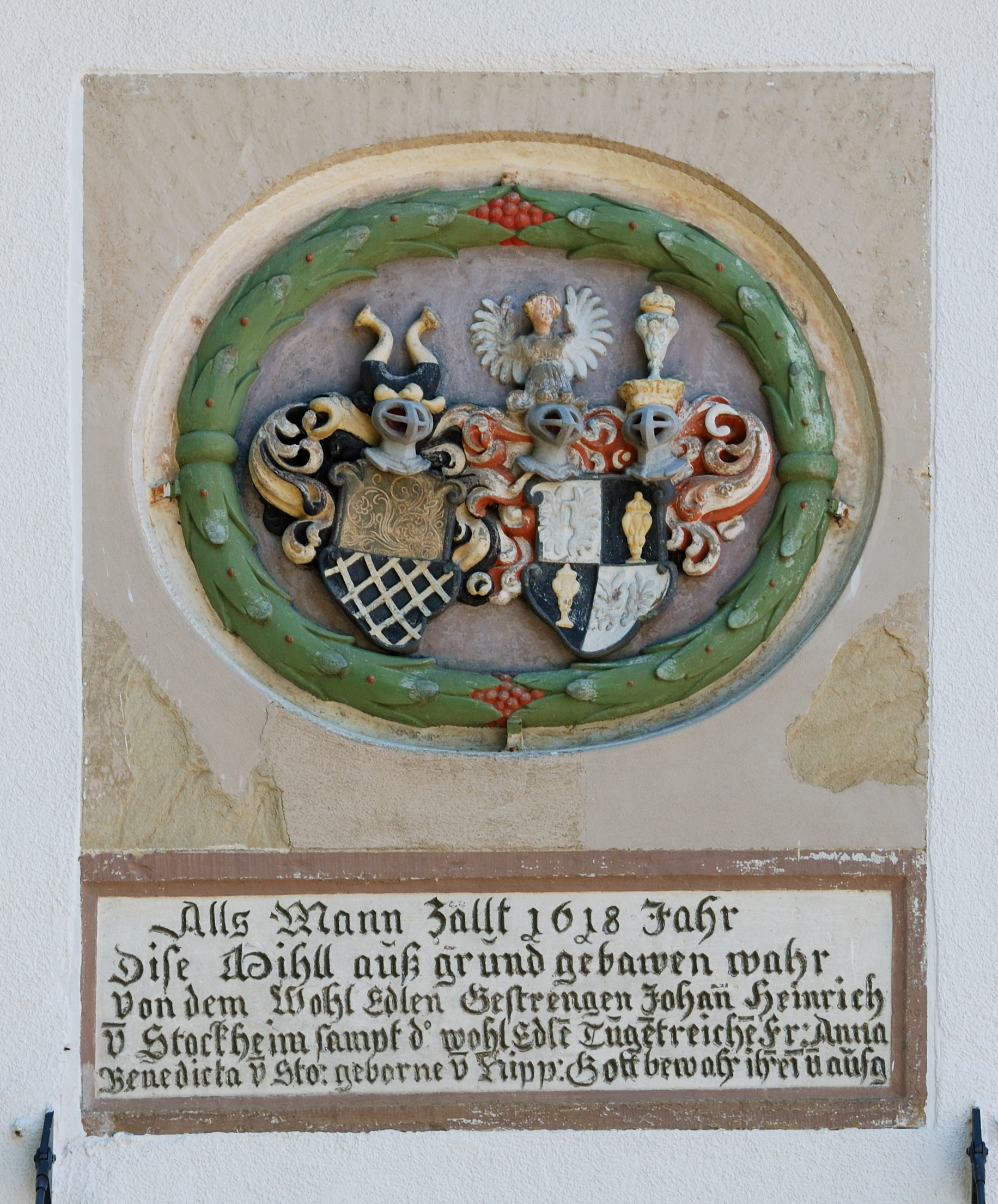
Allianzwappen und Bauinschrift von 1618 über dem Eingang

Die Bruckmühle ist eine unter Denkmalschutz stehende ehemalige Wassermühle an der Glems in der baden-württembergischen Gemeinde Schwieberdingen in Deutschland.

## Geschichte
Ihre Wurzeln reichen auf eine im Jahr 1424 im württembergischen Lagerbuch als „Mülin gelegen bey dem Steg“ erstmals urkundlich erwähnte Mühle an der Stelle des heutigen Gebäudes zurück. Um 1600 wurde die Mühle an Wilhelm von Nippenburg verkauft, der sie seiner mit Johann Heinrich von Stockheim verheirateten Tochter Benedicta vermachte. Diese ließen die alte Mühle abreißen und an ihrer Stelle eine Herrschaftsmühle errichten. Durch Erbfolge gelangte die Mühle in den Besitz der Herren von Waldbrunn, welche sie für 6400 Gulden an den Müller Martin Hofmann verkauften. Nachdem die Mühle noch einige Male den Besitzer wechselte, erwarb sie Christian Röhm im Jahr 1852. Die Brückmühle blieb bis zu ihrer Stilllegung im Jahr 1970 im Besitz der Familie Röhm.
Die Mühle des Christian Röhm hatte zwei Wasserräder: eins mit 3,72 m Höhe und 1,06 m Breite und ein zweites mit 2,86 m Höhe und 1,35 m Breite. Der links von der Glems abgezweigte Mühlkanal war 190 m lang. Anfang des 20. Jahrhunderts wurde dann für den Antrieb ein einziges mittelschlächtiges Wasserrad verwendet, das mit Ausnahme der 42 Holzschaufeln ganz aus Eisen konstruiert war. Es war 6 m hoch und 1,46 m breit, nutzte ein Gefälle von 2,76 m und lieferte 10,3 PS Leistung. Später ist zur Unterstützung der Wasserkraft noch ein Benzinmotor mit 8 PS Leistung hinzugekommen. 1925 hat Hermann Röhm anstelle des Wasserrads zwei Francis-Turbinen eingebaut. Sie wurden 1952 durch eine Kaplan-Turbine ersetzt. Der Mahlbetrieb wurde 1970 eingestellt. Der letzte Müller war Walter Röhm.
1993 wurde das leerstehende Gebäude von der Gemeinde Schwieberdingen aufgekauft. Im Jahr 2003 ließ die Gemeinde die Bruckmühle für 2,5 Millionen Euro zu einem Bürgertreff umbauen, der im Sommer 2004 eröffnet wurde. Bei den Umbauarbeiten wurde ein auf Höhe der Glems liegendes Untergeschoss aus der Erbauungszeit der ursprünglichen Mühle um das Jahr 1400 entdeckt. Zudem wurde bei den Arbeiten auch ein alter Torbogen mit Steinmetzarbeiten sowie alte Steinplatten gefunden. Einer alten Sage nach existiert ein unterirdischer Gang von der wenige Kilometer südwestlich gelegenen Nippenburg zur Mühle. Er wurde bislang nicht entdeckt.